# Dicranomyia (Dicranomyia) illumina
Dicranomyia (Dicranomyia) illumina is een tweevleugelige uit de familie steltmuggen (Limoniidae). De soort komt voor in het Oriëntaals gebied.